# Decarynella
Decarynella is een geslacht van hooiwagens uit de familie Triaenonychidae.
De wetenschappelijke naam Decarynella is voor het eerst geldig gepubliceerd door Fage in 1945. 

## Soorten
Decarynella is monotypisch en omvat slechts de volgende soort:
- Decarynella gracillipes